# Ghost Town in the Sky
Ghost Town Village (anciennement Ghost Town in the Sky) est un parc à thème situé à Maggie Valley, en Caroline du Nord, aux États-Unis. 
La particularité du parc est qu'il est placé dans les hauteur d'une montagne et que l'on ne peut y accéder que par l'intermédiaire d'un funiculaire.

## Histoire
Le parc thématisée sur la conquête de l'Ouest est une idée de R.B. Coburn. Il est dessiné par Russel Pearson et la construction commence le 1er septembre 1960. Le parc ouvre le 1er mai 1961. Au fil des années, le lieu devient très populaire, notamment grâce aux apparitions de stars du petit et grand écran de l'époque dont Dan Blocker, Tony Dow, Irene Ryan ou encore Burt Reynolds.
Le parc est vendu en 1973 aux services nationaux en échange d'actions, mais Coburn le rachète en 1986 pour y construire le Red Devil Roller-Coaster.
Le parc, souffrant d'une mauvaise gestion, d'un entretien et une maintenance devenue trop lourde, ferme ses portes en 2002. Il est vendu en août 2006 et rouvert le 25 mai 2007 après de nombreuses rénovations et améliorations. Le parc ferme à nouveau à la fin de la saison 2009. À la suite d'une autre vente, le site internet du parc annonce la réouverture progressive du parc à partir de 2012. L'équipe du parc propose des spectacles de cascadeurs dans la rue principale et des spectacles de French Can Can au Saloon. Après de nombreuses années, le parc est finalement laissé à l'abandon par le propriétaire et la nature a repris ses droits.

## Le parc d'attractions
Le parc est divisé en plusieurs petits villages dont le thème varie, on retrouve ainsi la ville de montagne, le village indien, la ville des mineurs, ...

### Les montagnes russes
| Nom de l'attraction | Type                             | Constructeur  | Année d'ouverture | Notes                                                   |
| ------------------- | -------------------------------- | ------------- | ----------------- | ------------------------------------------------------- |
| Cliff Hanger        | Montagnes russes en métal        | Hopkins Rides | 1988              | Ancien Red Devil Roller-Coaster en travaux depuis 2006. |
| Tumbleweed          | Montagnes russes en métal junior | Schiff        | ?                 | Ouvert                                                  |

### Autres attractions
- Bumper Cars - Autos tamponneuses
- Chair Lift

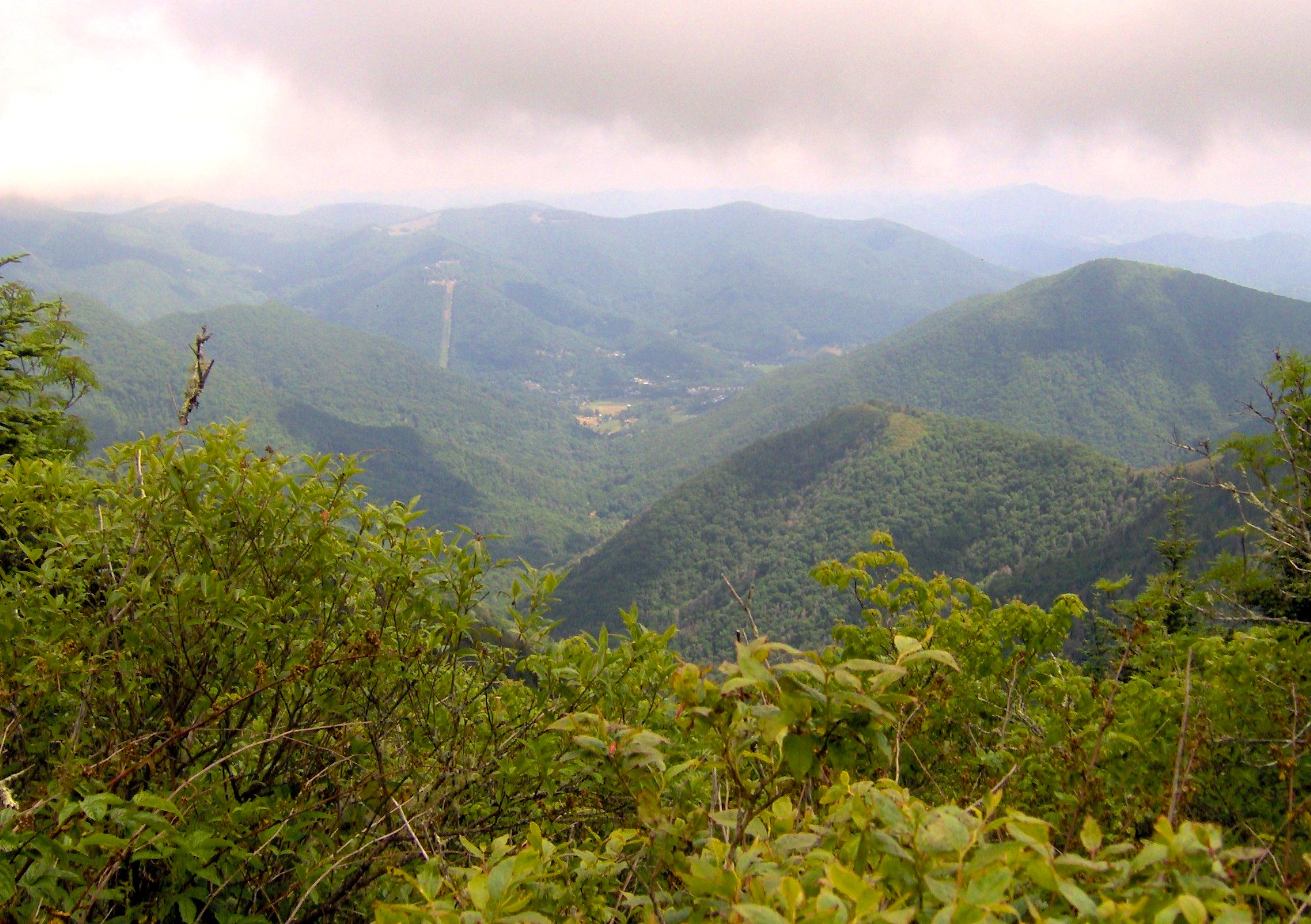
Tracé du funiculaire dans la montagne.

- Dream Catcher - Paratrooper d'Hrubetz
- Geronimo Drop - Tour de chute de Fabbri Group (2007)
- Gunslinger -  Yo-yo de Chance
- Inclined Railway
- Merry-Go-Round - Carrousel
- Round Up - Round-up d'Hrubetz
- Train
- Undertaker  - Scrambler